# Liste des véhicules Rover
Les voitures de tourisme Rover font partie des groupes Rover Company (1904 - 1967), British Leyland (1967 - 1988), Austin Rover Group (en) (1982 - 1988), British Aerospace (1988 - 1994) puis BMW (1994 - 2000) et Phoenix Venture Holdings (en) (2000 - 2005).
Cet article décrit tous les véhicules vendus sous la marque britannique déposée Rover.

## Production (véhicules de tourisme)

### Modèles après 2000 (sous le groupe MG Rover)
| Modèle     | Années      | Notes | Images |
| CityRover  | 2003 - 2005 | Citadine. Succède à la Rover 100 et ne sera pas remplacée.                                                                     |        |
| Streetwise | 2003 - 2005 | Berline polyvalente baroudeur 3 ou 5 portes. Elle ne succède à aucun véhicule et ne sera pas remplacée.                        |        |
| 25         | 1999 - 2005 | Berline polyvalente 3 ou 5 portes et commerciale - Reçoit un lifting en 2004. Succède à la Rover 200 et ne sera pas remplacée. |        |
| 45         | 1999 - 2005 | Berline familiale 5 portes - Reçoit un lifting en 2004. Succède à la Rover 400 et ne sera pas remplacée.                       |        |
| 75         | 1999 - 2005 | Berline, break et limousine routiers 4/5 portes - Reçoit un lifting en 2004. Succède à la Rover 600 et ne sera pas remplacée.  |        |

### Modèles de 1970 à 1999
| Modèle              | Génération | Années      | Notes | Images |
| Metro               | /          | 1988 - 1990 | Citadine. Elle succède à la Metro de la marque Austin et sera remplacée par la Rover 100.                                      |        |
| 100                 | /          | 1990 - 1998 | Citadine - Reçoit un lifting en 1994. Elle succède indirectement à la Metro et sera remplacée par la CityRover.                |        |
| Quintet             | /          | 1983 - 1985 | Berline compacte. Elle ne succède à aucun véhicule et sera remplacée par la XH / SD3. Vendue uniquement en Australie.          |        |
| 200                 | XH / SD3   | 1984 - 1989 | Berline compacte - Reçoit un lifting en 1987. Elle ne succède à aucun véhicule et sera remplacée par la 200 (XW / R8).         |        |
| Maestro             | /          | 1988 - 1994 | Berline polyvalente. Elle succède à la Maestro de la marque Austin et sera remplacée par la 200 (RF / R3).                     |        |
| 200                 | XW / R8    | 1989 - 1995 | Berline polyvalente - Reçoit un lifting en 1992/1993. Elle succède à la 200 (XH / SD3) et sera remplacée par la 200 (RF / R3). |        |
| 200                 | RF / R3    | 1995 - 1999 | Berline polyvalente. Elle succède à la 200 (XW / R8), ainsi qu'indirectement à la Maestro et sera remplacée par la 25.         |        |
| Montego             | /          | 1988 - 1994 | Berline familiale. Elle succède à la Montego de la marque Austin et sera remplacée par la 400 (HH-R).                          |        |
| 400                 | R8         | 1990 - 1995 | Berline familiale. Elle ne succède à aucun véhicule et sera remplacée par la 400 (HH-R).                                       |        |
| 400                 | HH-R       | 1995 - 1999 | Berline familiale. Elle succède à la 400 (R8) et sera remplacée par la 45.                                                     |        |
| 600                 | ?          | 1993 - 1999 | Berline familiale. Elle succède à la 400 (R8), ainsi qu'indirectement à la Montego et sera remplacée par la 75.                |        |
| SD1                 | /          | 1976 - 1987 | Berline routière. Elle succède à la P6 et sera remplacée par la 800 (XX).                                                      |        |
| 800                 | XX         | 1987 - 1991 | Berline routière. Elle succède à la SD1 et sera remplacée par la 800 (R17).                                                    |        |
| 800                 | R17        | 1991 - 1999 | Berline routière. Elle succède à la 800 (XX) et sera remplacée par la 75.                                                      |        |
| Range Rover Classic | /          | 1970 - 1996 | SUV tout-terrain. Ne succède à aucun modèle et sera remplacé par le Range Rover P38A.                                          |        |

### Modèles de 1940 à 1969
| Modèle                                 | Années      | Notes | Images |
| P3 (60, 75)                            | 1948 - 1949 | Berline familiale. Elle succède aux Rover 14 et 16 (P2) et sera remplacée par la Rover 75 (P4).                                                            |        |
| P4 (60, 75, 80, 90, 95, 100, 105, 110) | 1953 - 1964 | |        |
| P5                                     | 1958 - 1973 | |        |
| P6                                     | 1963 - 1977 | |        |
| Land Rover Series                      | 1948 - 1977 | Tout-terrain. Premier véhicule de ce type à être construit par la marque, il fera ensuite partie de la marque Land Rover et sera remplacé par le Defender. |        |

### Modèles avant 1939
| Modèle                  | Années      | Notes | Images |
| P2 (10, 12, 14, 16, 20) | 1936 - 1948 | Berline polyvalente, familiale et routière. Elle succède à la Rover P1 et sera remplacée partiellement par la Rover P3. |        |
| P1 (10, 12, 14)         | 1933 - 1938 | Berline polyvalente et familiale. Elle succède aux Rover 10/25 et Pilot et sera remplacée par la Rover P2.              |        |
| 10 Special              | 1932 - 1938 | |        |
| Rover Meteor            | 1931 - 1934 | |        |
| 10/25, Nizam            | 1927 - 1933 | |        |
| Rover Light Six         | 1927 - 1932 | |        |
| Rover 2 litres          | 1927 - 1932 | |        |
| 16/50                   | 1926 - 1929 | |        |
| 14/45                   | 1924 - 1928 | |        |
| 9/20                    | 1924 - 1927 | |        |
| 8                       | 1919 - 1925 | |        |
| Clegg (12, 14)          | 1911 - 1924 | |        |
| 20                      | 1907 - 1910 | |        |
| 6                       | 1906 - 1912 | |        |
| 12                      | 1905 - 1912 | |        |
| 8                       | 1904 - 1912 | |        |

## Autres
| Modèle       | Années      | Notes                                    | Images |
| Rover Scarab | Années 1930 |                                          |        |
| Rover JET1   | 1949 - 1952 | Propulsée par un moteur à turbine à gaz. |        |
| Rover T4     | 1961        |                                          |        |
| Rover-BRM    | 1964        |                                          |        |
| Rover CCV    | 1986        | Concept-car                              |        |